# Vincent Rousseau
Vincent Rousseau (Bergen, 29 juli 1962) is een voormalige Belgische langeafstandsloper, meervoudig Belgisch kampioen en wereldkampioen halve marathon. Daarnaast was hij Belgisch recordhouder op de 5000 en 10.000 m (beide van 1993 tot 1997), de Engelse mijl (van 1985 tot 1993) en de marathon (van 1995 tot 2019).

## Biografie

### Deelnemer aan drie Olympische Spelen
Rousseau behaalde zijn eerste succes in 1984, toen hij Belgisch kampioen veldlopen werd. Dat jaar won hij ook de Belgische titel op de 5000 m. Hij deed driemaal mee aan de Olympische Spelen. Alleen in 1988 behaalde hij de halve finale op de 5000 m. In 1990 won hij het militaire wereldkampioenschap op de 10.000 m. Rousseau was officieel beroepsmilitair, maar volgens ingewijden betekende zijn functie niet veel meer dan het dagelijks hijsen van de nationale driekleur. Daarna had hij alle vrijheid om naar goeddunken te trainen. De overblijvende tijd besteedde hij onder meer aan fotografie en tuinieren.

### Wereldkampioen halve marathon
Zijn grootste internationale succes behaalde Rousseau in 1993, toen hij in Brussel met een tijd van 1:01.06 wereldkampioen op de halve marathon werd. In datzelfde jaar brak hij zijn persoonlijk record op zowel de 5000 m (13.10,99) als de 10.000 m (27.23,18). In 1994 won hij een zilveren medaille op de Europese kampioenschappen op de 10.000 m achter Abel Antón. Ook won hij de marathon van Rotterdam dat jaar.

### Crosscup
Rousseau won in zijn carrière achtmaal de Crosscup. Op de wereldkampioenschappen van 1987 behaalde hij een vijfde plaats op de 5000 m en later dat jaar won hij de Dam tot Damloop in 46.07.
Hij werd tweemaal tot Belgisch sportman van het jaar verkozen en in 1993 werd hij onderscheiden met de Nationale trofee voor sportverdienste.
Op 23 januari 1994 won Rousseau de halve marathon van Tokio in 1:00.23. In 1995 werd hij tweede op de marathon van Berlijn in 2:07.20, wat een Belgisch record was tot 2019.
In 1996 werd hij tweede op de marathon van Londen en won hiermee 1,1 miljoen frank aan prijzengeld (ongeveer 25.000 euro).

### Einde sportcarrière
In 1999 zette Rousseau na vele blessures een punt achter zijn sportcarrière.

## Kampioenschappen

### Internationale kampioenschappen
| Onderdeel      | Titel          | Jaar |
| -------------- | -------------- | ---- |
| halve marathon | wereldkampioen | 1993 |

### Belgische kampioenschappen
| Onderdeel | Jaar                                                 |
| --------- | ---------------------------------------------------- |
| 1500 m    | 1985, 1986, 1988                                     |
| 5000 m    | 1984, 1987, 1989                                     |
| marathon  | 1993, 1994                                           |
| veldlopen | 1984, 1987, 1988, 1990, 1991, 1992, 1993, 1994, 1995 |

## Persoonlijke records
| Onderdeel   | Prestatie               | Datum             | Plaats  |
| ----------- | ----------------------- | ----------------- | ------- |
| 1500 m      | 3.36,38                 | 25 augustus 1985  | Keulen  |
| 1 Eng. mijl | 3.54,69 (ex-nat. rec.)  | 14 augustus 1985  | Hechtel |
| 5000 m      | 13.10,99 (ex-nat. rec.) | 10 juli 1993      | Oslo    |
| 10.000 m    | 27.23,18 (ex-nat. rec.) | 3 september 1993  | Brussel |
| marathon    | 2:07.20 (ex-nat. rec.)  | 24 september 1995 | Berlijn |

## Palmares

### 1500 m
- 1985:  BK AC - 3.51,84
- 1986:  BK AC - 3.53,77
- 1988:  BK AC - 3.40,64

### 5000 m
- 1984:  BK AC - 13.56,19
- 1984: 7e in reeks OS - 13.57,96
- 1985:  Memorial Van Damme - 13.26,30
- 1986: 13e EK in Stuttgart - 13.51,69
- 1987:  BK AC - 13.43,80
- 1987: 5e WK in Rome -13.28,56
- 1988: 14e in ½ fin. OS - 14.03,74
- 1989:  BK AC - 13.43,80
- 1990: 8e in reeks EK in Split - 13.53,90
- 1993:  Bislett Games te Oslo - 13.10,99

### 10.000 m
- 1985:  Europacup C in Reykjavik - 28.40,63
- 1991: 13e reeks WK in Tokio - 28.59,34
- 1992: 18e reeks OS - 29.25,68
- 1993: 5e Memorial Van Damme - 27.23,18
- 1994:  EK in Helsinki - 28.06,63

### 15 km
- 1994: 4e Zevenheuvelenloop - 43.53

### 10 Eng. mijl
- 1986:  Dam tot Damloop - 46.08
- 1987:  Dam tot Damloop - 46.07
- 1989: 5e Dam tot Damloop - 46.59
- 1995:  Dam tot Damloop - 46.08

### halve marathon
- 1993:  BK AC in Zinnik – 1:04.50
- 1993:  WK in Brussel - 1:01.06
- 1994:  halve marathon van Tokio - 1:00.23
- 1996:  halve marathon van Egmond - 1:03.11

### marathon
- 1993:  marathon van Reims - 2:09.13
- 1993:  BK AC in Rotterdam - 2:13.09 (5e overall)
- 1994:  BK AC in Rotterdam - 2:07.51 (1e overall)
- 1994:  marathon van Tokio - 2:09.08
- 1994:  marathon van Brussel - 2:12.59
- 1995:  marathon van Berlijn - 2:07.20
- 1996:  Londen Marathon - 2:10.26

### veldlopen
- 1981: 6e WK U20 in Madrid - 22.23
- 1983: 63e WK in Gateshead - 38.32
- 1984:  BK AC
- 1986: 52e WK in Neuchâtel - 36.57
- 1987:  BK AC
- 1987: 19e WK in Warschau - 37.25
- 1988:  BK AC
- 1990:  BK AC
- 1991:  BK AC
- 1991: 21e WK in Antwerpen - 34.49
- 1992:  BK AC
- 1992: 18e WK in Boston - 37.50
- 1993:  BK AC
- 1994:  BK AC
- 1995:  BK AC
- 1996: 7e EK - 33.42

### Stratenlopen
- 1987:  4 Mijl van Groningen - 18.26,3
- 1987:  Dam-tot-Damloop - 46.07
- 1989:  4 Mijl van Groningen - 18.58,1
- 1989:  Antwerp 10 Miles
- 1995:  20 km van Brussel - 56.30

## Onderscheidingen
- Belgisch sportman van het jaar - 1985, 1993
- Gouden Spike - 1986, 1993, 1994
- Nationale trofee voor sportverdienste - 1993

1928 Louis Crooy en Victor Groenen · 1929 Georges Ronsse · 1930 Hyacinthe Roosen · 1931 René Milhoux en Jules Tacheny · 1933 Jef Scherens · 1934 Union Sint-Gillis · 1935 Arnold de Looz-Corswarem · 1936 Ernest Demuyter · 1937 Joseph Mostert · 1938 Hubert Carton de Wiart · 1939 Henry de Menten de Horne · 1940 Fernande Caroen · 1941 Jan Guilini · 1942 Pol Braekman · 1943 Albert de Ligne · 1944 niet toegekend · 1945 vliegend personeel van de Belgische sectie van de Royal Air Force · 1946 Gaston Reiff · 1947 Micheline Lannoy en Pierre Baugniet · 1948 Etienne Gailly · 1949 Feru Moulin · 1950 Briek Schotte · 1951 Johny Claes en Jacques Ickx · 1952 André Noyelle · 1953 bemanning van het jacht Omoo (zeilsport) · 1954 Adolf Verschueren · 1955 Roger Moens · 1956 Gilberte Thirion · 1957 Jacky Brichant en Philippe Washer · 1958 René Baeten · 1959 Belgische hockeyploeg bij de mannen · 1960 Flory Van Donck · 1961 Rik Van Looy · 1962 Gaston Roelants · 1963 Aureel Vandendriessche · 1964 Joël Robert · 1965 Eerste Jachtwing van de Belgische Luchtmacht · 1966 Raymond Ceulemans · 1967 Ferdinand Bracke en Eddy Merckx · 1968 Jacky Ickx · 1969 Serge Reding · 1970 Freddy Herbrand · 1971 Miel Puttemans · 1972 Karel Lismont · 1973 Roger De Coster · 1974 Paul Van Himst · 1975 Jean-Pierre Burny · 1976 Ivo Van Damme · 1977 Gaston Rahier · 1978 RSC Anderlecht · 1979 Robert Van de Walle · 1980 Belgische voetbalploeg bij de mannen · 1981 Annie Lambrechts · 1982 Ingrid Berghmans · 1983 Eddy Annys · 1984 André Malherbe · 1985 niet toegekend · 1986 William Van Dijck · 1987 Ingrid Lempereur · 1988 Eric Geboers · 1989 Michel Preud'homme · 1990 Jan Ceulemans · 1991 Jean-Michel Saive · 1992 Annelies Bredael · 1993 Vincent Rousseau · 1994 Brigitte Becue · 1995 Frédérik Deburghgraeve · 1996 Johan Museeuw · 1997 Luc Van Lierde · 1998 Ulla Werbrouck · 1999 Gella Vandecaveye · 2000 Joël Smets · 2001 Kim Clijsters en Justine Henin · 2002 Marc Wilmots · 2003 Stefan Everts · 2004 Axel Merckx · 2005 Tom Boonen · 2006 Kim Gevaert en Tia Hellebaut · 2007 4x100m-estafetteploeg voor vrouwen · 2008 niet toegekend · 2009 Philippe Gilbert · 2010 Philippe Le Jeune · 2011 Kevin Borlée · 2012 Evi Van Acker · 2013 Frederik Van Lierde · 2014 Daniel Van Buyten · 2015 4x400m-estafetteploeg voor mannen · 2016 Nafissatou Thiam · 2017 David Goffin · 2018 Nina Derwael · 2019 Belgische hockeyploeg bij de mannen · 2020 Wout van Aert · 2021 Bashir Abdi · 2022 Remco Evenepoel · 2023 Bart Swings · 2024 Lotte Kopecky